# Nanny McPhee and the Big Bang
Nanny McPhee and the Big Bang (Nederlands: Nanny McPhee 2: De vonken vliegen eraf) is een film uit 2010, geregisseerd door Susanna White. De film is het vervolg op de film Nanny McPhee uit 2005.

## Verhaal
Het verhaal speelt zich af in de Tweede Wereldoorlog op het platteland. De man van Mrs. Isabel Green is aan het vechten voor zijn land. Dus heeft de vrouw het nog zwaar te verduren met haar kinderen, haar neefje en nichtje die op bezoek komen, oom Phil die de boerderij probeert te verkopen waar de familie op woont, de dieren op de boerderij en de oogst, en de vergeetachtige vrouw Mrs. Docherty waar ze voor moet zorgen. Net als het Mrs.Green te veel wordt duikt Nanny McPhee op, met haar boerende kauw Mr. Edelweiss. De nieuwe nanny brengt 5 opvoedlessen mee.
Het platteland zorgt vooral voor leuke vieze grappen en dierenpret.
Als de kinderen het bed niet willen delen moeten ze maar met een geit, koe of zelfs een olifant gaan slapen. Of ze zien opeens hun biggetjes schoonzwemmen. Dit komt allemaal door de magie van Nanny McPhee.

## Rolverdeling
- Nanny McPhee - Emma Thompson
- Isabel Green - Maggie Gyllenhaal
- Mrs. Docherty (Aggy) - Maggie Smith
- Oom Phil - Rhys Ifans
- Norman Green - Asa Butterfield
- Megsie Green - Lil Woods
- Vincent Green - Oscar Steer
- Cyril - Eros Vlahos
- Celia - Rosie Taylor-Ritson
- Vader Cyril & Celia - Ralph Fiennes
- Mr.Spolding - Sam Kelly
- Boer MacReadie - Bill Bailey
- Miss Turvey - Katy Brand
- Miss Topsy - Sinead Matthews
- Mr.Green - Ewan McGregor

## Trivia
- Mevrouw Docherty is een spin-off in het verhaal. Zij moet baby Aggie uit Nanny McPhee voorstellen.
- Zowel Emma Thompson, Maggie Smith, Rhys Ifans en Ralph Fiennes spelen mee in verschillende Harry Potter-films.